# Friauler Dolomiten
Die Friauler Dolomiten (italienisch Dolomiti Friulane) sind eine Untergruppe der Südlichen Karnischen Alpen in Italien östlich des Piavetals bei Pieve di Cadore. Nach anderen Einteilungen gehören die Friauler Dolomiten zu den eigentlichen Dolomiten.

## Begriffsklärung

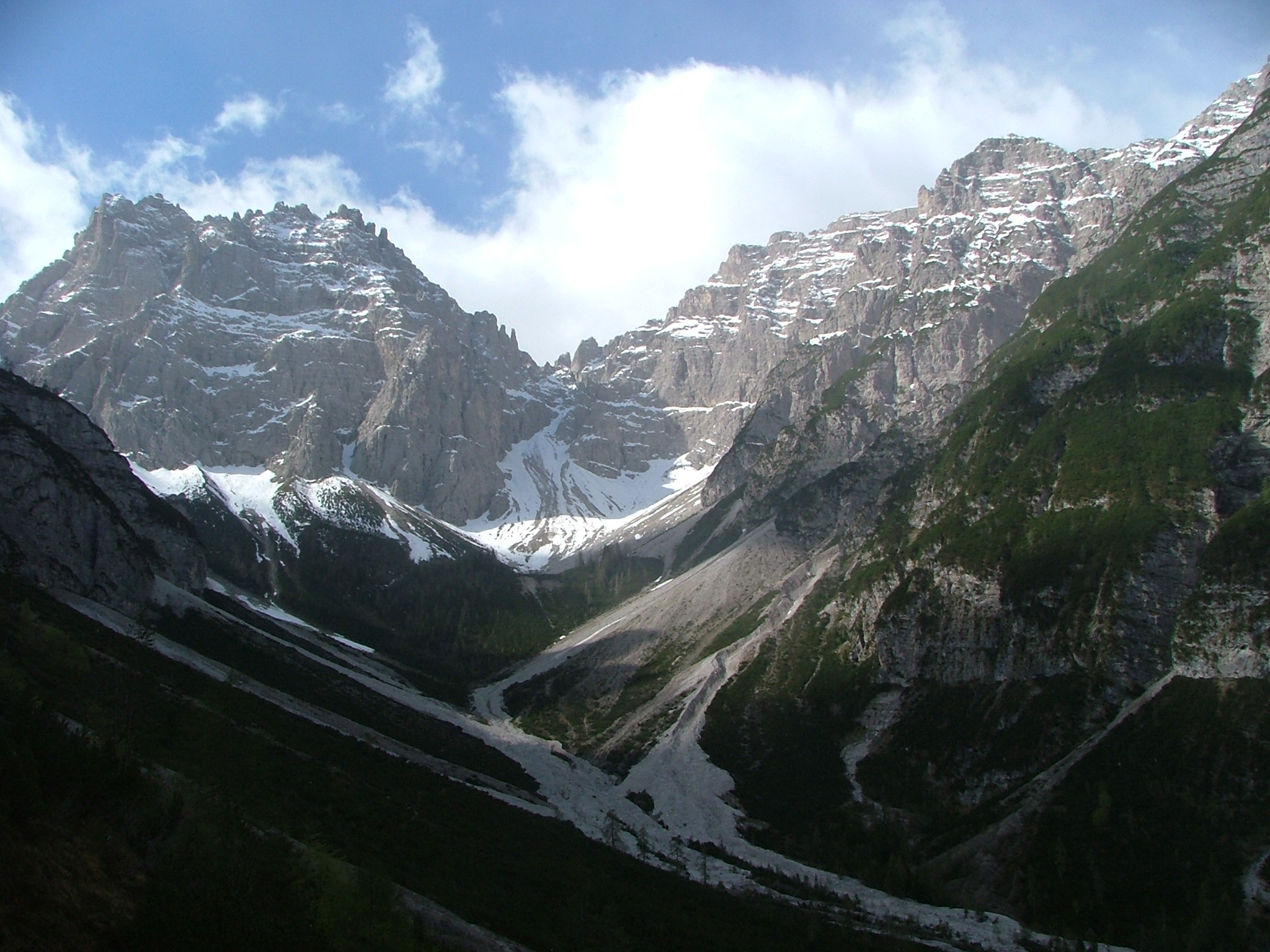
Monte Cridola von Lorenzago di Cadore

In der einschlägigen Literatur finden sich für Teile dieses Gebietes auch weitere unterschiedliche Bezeichnungen, wie z. B. Clautaner Dolomiten und Pesariner Dolomiten.

## Geographie und Landschaft
Als wichtigste Berggruppen sind nördlich des Mauriapasses die Clap-, Terza-, Sauris- und Biveragruppe, südlich des Passes die Cridola-, Monfalconigruppe, sowie die Spalti di Toro zu nennen. Die Vielfalt der Landschaft und vor allem der Felsformationen hält jedem Vergleich mit weit bekannteren Dolomitenbezirken stand.

## Berggruppen und Gipfel

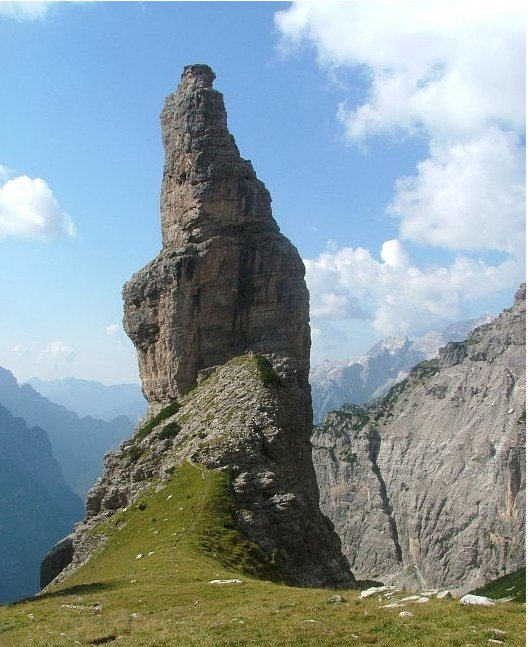
Campanile di Val Montanaia

Höchste Berge: Cima dei Preti (2706 m s.l.m.), Monte Duranno (2668 m), Monte Cridola (2581 m), Monte Pramaggiore (2479 m) und die Cima Monfalcon di Montanaia (2548 m) mit dem 300 Meter hohen, frei im Felskessel des obersten Val Montanaia aufragenden Felsturm Campanile di Val Montanaia (2173 m). Der Felsturm über dem Val Cimoliana ist das Wahrzeichen des Gebietes und wurde 1902 von den Österreichern Saar und von Glanvell erstmals bestiegen.

## Tourismus
Bei den Friauler Dolomiten handelt es sich um ein touristisch weitgehend unerschlossenes Berggebiet.
Der Hauptabschnitt des Dolomiten-Höhenweges 6 (zu Recht Weg der Stille genannt) führt von Sappada südwärts und durchstreift, auch mit mehreren Varianten, das gesamte Gebiet. Allerdings bleibt dieser Weitwanderweg nur ausdauernden, klettergewandten Bergsteigern vorbehalten und erfordert guten Orientierungssinn; oftmals handelt es sich eher um eine Route als um einen Bergpfad. Eine sehr eindrucksvolle, aber ebenfalls anspruchsvolle Höhenroute (zweitägig) führt vom Rif. Pordenone auf dem Sentiero Marini zum Biv. Gervasutti und weiter zum Rif. Tita Barba; von dort gelangt man über das Rif. Padova und die Forcella Montanaia zum Campanile di Montanaia und sodann wieder zurück zum Ausgangspunkt.

## Naturpark Friauler Dolomiten
Der Großteil des Gebietes gehört zum gleichnamigen 37.000 Hektar großen, 1996 offiziell gegründeten Naturpark Friauler Dolomiten. Der Naturpark reicht von der ehemaligen Provinz Pordenone bis zur ehemaligen Provinz Udine und umfasst das Cellinatal mit den Gemeinden Andreis, Cimolais, Claut und Erto e Casso sowie das obere Tagliamentotal mit den Gemeinden Forni di Sopra und Forni di Sotto und im Gebiet des Tramontinatals die Gemeinden Frisanco und Tramonti di Sopra. Touristisch ist das noch weitgehend einsame Gebiet zum Teil nur durch Selbstversorgerhütten und Biwakschachteln erschlossen. In der unmittelbaren Nähe des Naturparks liegt das 304 Hektar große Naturreservat Forra del Cellina.

## Sehenswertes
- Felsturm Campanile di Val Montanaia
- Bei Kaser Casavento wurden am 30. September 1994 Fossilspuren von Dinosaurier der Unterordnung Theropoden entdeckt.
- Das Museum Casa Clautana in Klaus zeigt das frühere bäuerliche Alltagsleben im Cellinatal.
- Die Bogenstaumauer am Stausee des Lago di Vajont war beim Bau in den 60er Jahren mit 265 Metern die höchste ihrer Art in der Welt. Am 9. Oktober 1963 kam es in dem geologisch instabilen Gebiet durch die menschlichen Eingriffe zu einem großen Erdrutsch (270 Millionen Kubikmeter rutschten in den gefüllten Stausee). Die dadurch ausgelöste Flutwelle zerstörte große Teile der umliegenden Dörfer Erto und Casso und schwappte über die Staumauer. Vor allem im talwärts gelegenen Longarone forderte dies ca. 2.000 Todesopfer. Das Unglück wird im Besucherzentrum in Erto dokumentiert.
- Weitere Besucherzentren befinden sich in Cimolais (Naturkundliches didaktisches Projekt), Andreis (heimische Vögel in der Avifaunistischen Abteilung), Forni di Sopra (Pflanzenwelt), Forni di Sotto (Forsttypologien) und Poffabro  (Käseherstellung).
- Am Monte Borgà (2.200 m) finden sich die Libri di San Daniele, eine auffällige Felsschichtung.
- Das Ethnographische Museum der Kunst und der Bauernkultur in Andreis wurde 1981 eröffnet.

## Fauna
Gämse, Reh, Murmeltier, Auerhuhn, Birkhuhn, Hirsch, Alpensteinbock, Alpensalamander, Hornotter, Kreuzotter, Rediviper (Vipera aspis francisciredi), Bergmolch, Grasfrosch, Erdkröte, Feuersalamander, Schneemaus, Haselmaus, Siebenschläfer, Haselhuhn, Alpenschneehuhn, Wespenbussard, Schwarzspecht, Raufußkauz, Sperlingskauz, Uhu, Schlangenadler, der Wanderfalke und der Schwarzmilan, Gänsegeier und eine größere Population von Steinadlern.

## Flora
Edelweiß, Huters Sandkraut, Karawanken-Enzian

## Berghütten
- Rifugio Pordenone (1249 m, CAI), im hintersten Val Cimoliana (Zufahrt von Cimolais auf schlechter Sandpiste möglich)
- Rifugio Pussa (940 m, CAI), im Val Settimana
- Rifugio Fratelli De Gasperi (1767 m, CAI), im Südteil der Clapgruppe
- Rifugio Maniago (1730 m, CAI), südlich der Cima dei Preti und des Monte Duranno im val Bozzia
- Rifugio Giàf (1400 m, CAI), südlich des Mauriapasses
- Rifugio Tenente Fabbro (1783 m, privat), im Norden der Biveragruppe
- Bivacco Granzotto – Marchi (2170 m) in der Monfalconigruppe
- Bivacco Perugini (2060 m) unmittelbar am Fuß des Campanile di Val Montanaia
- Bivacco Gervasutti (1960 m) im Gebiet der Spalti di Toro
- Bivacco Greselin (1920 m) südlich der Cima dei Preti